# 10246 Франкенвальд
10246 Франкенвалд (10246 Frankenwald) — астероїд головного поясу, відкритий 24 вересня 1960 року.
Тіссеранів параметр щодо Юпітера — 3,410.